# A nagy svindli
A nagy svindli (eredeti cím: White Collar) egy krimivígjáték-sorozat, mely 2009. október 23-tól látható az amerikai USA Network csatornán. Magyarországon az RTL II csatornán látható indulásától, 2012. október 1-jétől kezdve, valamint az RTL Klub, a Cool TV és a Sorozat+ csatornákon máig ismétlik. Az eredeti csatorna a nézettségcsökkenés miatt az elkaszálás helyett berendelt egy hat epizódból álló évadot a sorozat befejezésére. A hatodik és egyben utolsó évad sugárzása 2014. november 6-án kezdődött, majd 2014. december 18-án fejeződött be. Hazánkban az RTL II kezdte el sugározni a negyedik évadot 2015. május 15-i kezdéssel. A megújult Filmcafé berendelte a sorozat ötödik évadát, melynek szinkronját az eddigi szinkronstúdió, a Mikroszinkron Kft. helyett a Masterfilm Digital Kft. készítette. Az évad sugárzása 2015. május 22-én kezdődött, így a negyedik és ötödik évad sugárzása párhuzamosan történik a két csatornán.

## Történet
A szélhámos hamisító és tolvaj Neal Caffrey-t hároméves nyomozás után elkapja az FBI. Annak ellenére, hogy hónapok maradtak a büntetéséből, megszökik a börtönből, hogy megkeresse barátnőjét, Kate Moreau-t. Peter Burke, a különleges FBI-ügynök, aki korábban elkapta Nealt, megtalálja és visszaküldi a börtönbe. Ezúttal Caffrey egy alkut ajánl az FBI-nak, hogy neki fog dolgozni. Némi habozás után Burke beleegyezik, és így kezdődik ez a szokatlan megállapodás, melynek keretében Caffrey segít Burke-nek elkapni a fehérgalléros bűnözőket.

## Szereplők
| Szereplő        | Színész            | Magyar hang     |
| --------------- | ------------------ | --------------- |
| Neal Caffrey    | Matt Bomer         | Rajkai Zoltán   |
| Peter Burke     | Tim DeKay          | Forgács Péter   |
| Mozzie          | Willie Garson      | Fekete Ernő     |
| Elizabeth Burke | Tiffani Thiessen   | Tóth Ildikó     |
| Diana Berrigan  | Marsha Thomason    | Németh Borbála  |
| Clinton Jones   | Sharif Atkins      | Király Attila   |
| Sara Ellis      | Hilarie Burton     | Závodszky Noémi |
| June Ellington  | Diahann Carroll    | Szabó Éva       |
| Reese Hughes    | James Rebhorn      | Varga T. József |
| Lauren Cruz     | Natalie Morales    | Létay Dóra      |
| Kate Moreau     | Alexandra Daddario | Mezei Kitty     |
| Garrett Fowler  | Noah Emmerich      | Viczián Ottó    |

## Epizódok
| Évad | Évad | Részek száma | Részek száma | Eredeti sugárzás  | Eredeti sugárzás   | Magyar sugárzás     | Magyar sugárzás      | Magyar adó |
| Évad | Évad | Részek száma | Részek száma | Évadbemutató      | Évadzáró           | Évadbemutató        | Évadzáró             | Magyar adó |
| ---- | ---- | ------------ | ------------ | ----------------- | ------------------ | ------------------- | -------------------- | ---------- |
|      | 1.   | 14 (15)      | 14 (15)      | 2009. október 23. | 2010. március 9.   | 2012. október 1.    | 2012. október 19.    | RTL II     |
|      | 2.   | 16           | 16           | 2010. július 13.  | 2011. március 8.   | 2012. október 22.   | 2012. november 14.   | RTL II     |
|      | 3.   | 16           | 16           | 2011. június 7.   | 2012. február 28.  | 2014. május 19.     | 2014. június 6.      | RTL II     |
|      | 4.   | 16           | 16           | 2012. július 10.  | 2013. március 5.   | 2015. május 15.     | 2015. szeptember 4.  | RTL II     |
|      | 5.   | 13           | 13           | 2013. október 17. | 2014. január 30.   | 2015. május 22.     | 2015. augusztus 14.  | Filmcafé   |
|      | 6.   | 6            | 6            | 2014. november 6. | 2014. december 18. | 2015. augusztus 21. | 2015. szeptember 25. | Filmcafé   |

## Fordítás
Ez a szócikk részben vagy egészben a White Collar című angol Wikipédia-szócikk ezen változatának fordításán alapul.  Az eredeti cikk szerkesztőit annak laptörténete sorolja fel. Ez a jelzés csupán a megfogalmazás eredetét és a szerzői jogokat jelzi, nem szolgál a cikkben szereplő információk forrásmegjelöléseként.